# Sonali Raut
Sonali Raut (Bombay, 23 de diciembre de 1990) es una modelo y actriz india. Fue concursante en el programa de telerrealidad, Bigg Boss 8 (la versión india de Gran Hermano).

## Carrera
En 2010, Raut modeló en traje de baño para  Kingfisher Calendar. En 2014, Raut protagonizó la película de Bollywood, The Xposé, encarnando el papel de una eatrella de cine que es asesinada. En una entrevista, describió Bollywood como "no muy acogedor". Renunció a un papel en una película titulada 99% Useless Fellows, enfadadando al director de dicha película, S. K. Basheed, para así poderparticipar en el programa de telerrealidad,  Bigg Boss (la versión india de Gran Hermano).
Fue una de las concursantes en Bigg Boss 8 y fue eliminada aunque fue rescatada por el Bigg Boss. Fue expulsada por segunda vez, junto a Puneet Issar, después de 105 días.
In 2016, Raut was seen in the film Great Grand Masti in which she played Shiney - a maid. She was also seen in the song of the film "Lipstick Laga Ke".

## Filmografía
Cine
| Año  | Título            | Papel  |
| ---- | ----------------- | ------ |
| 2014 | The Xposé         | Zara   |
| 2016 | Great Grand Masti | Shiney |

Television
| Año  | Programa                        | Papel                                                  |
| ---- | ------------------------------- | ------------------------------------------------------ |
| 2014 | Comedy Nights with Kapil        | Ella misma                                             |
| 2014 | Bigg Boss 8                     | Ella misma (Expulsada el día 105) - 3 de enero de 2015 |
| 2015 | Killerr Karaoke Atka Toh Latkah | Ella misma                                             |
| 2015 | Comedy Classes                  | Ella misma                                             |